# Berberis gyalaica
Berberis gyalaica är en berberisväxtart som beskrevs av Ahrendt och Ahrendt. Berberis gyalaica ingår i släktet berberisar, och familjen berberisväxter. Inga underarter finns listade i Catalogue of Life.